# South Jacksonville
South Jacksonville és una població dels Estats Units a l'estat d'Illinois. Segons el cens del 2000 tenia 3.475 habitants.

## Demografia
Segons el cens del 2000, South Jacksonville tenia 3.475 habitants, 1.584 habitatges, i 982 famílies. La densitat de població era de 813,2 habitants/km².
Dels 1.584 habitatges en un 25,4% hi vivien nens de menys de 18 anys, en un 50,2% hi vivien parelles casades, en un 9% dones solteres, i en un 38% no eren unitats familiars. En el 34,2% dels habitatges hi vivien persones soles el 20,4% de les quals corresponia a persones de 65 anys o més que vivien soles. El nombre mitjà de persones vivint en cada habitatge era de 2,18 i el nombre mitjà de persones que vivien en cada família era de 2,81.
Per edats la població es repartia de la següent manera: un 20,4% tenia menys de 18 anys, un 7,2% entre 18 i 24, un 25,2% entre 25 i 44, un 25,7% de 45 a 60 i un 21,5% 65 anys o més.
L'edat mediana era de 43 anys. Per cada 100 dones de 18 o més anys hi havia 78,6 homes.
La renda mediana per habitatge era de 37.548 $ i la renda mediana per família de 46.373 $. Els homes tenien una renda mediana de 31.827 $ mentre que les dones 26.750 $. La renda per capita de la població era de 20.973 $. Aproximadament el 3,8% de les famílies i el 6,5% de la població estaven per davall del llindar de pobresa.

## Poblacions més properes
El següent diagrama mostra les poblacions més properes.